# Han (Staat)

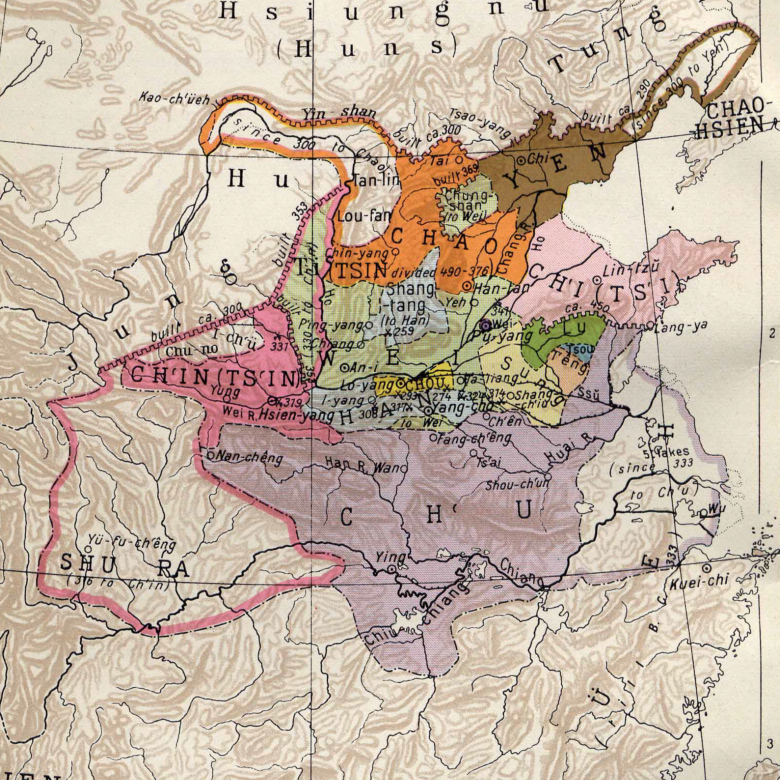
Staaten der Zeit der Streitenden Reiche

Der Staat Han (chinesisch 韓國 / 韩国, Pinyin Hánguó, gelegentlich zur Abgrenzung auch Hann) existierte in China zur Zeit der Streitenden Reiche mit der Hauptstadt Xinzheng (südlich der Zhou-Hauptstadt Chengzhou, heutiges Luoyang).
In der Zeit der Frühlings- und Herbstannalen existierte bereits ein Fürstentum Han bei Hancheng, dieses war jedoch wesentlich kleiner und weniger mächtig. Er soll bei der Etablierung der Zhou-Dynastie als Lehen eingerichtet worden sein, ging jedoch im 8. Jahrhundert vor Christus unter und wurde Teil des Territoriums von Jin. Bei der Teilung von Jin im 4. Jahrhundert vor Christus konnte die Jin-Lehnsfamilie von Han diesen neuen Staat Han errichten. 403 v. Chr. wurde das bereits seit über 50 Jahren existierende Fürstentum am Königshof gemeinsam mit Wei und Zhao anerkannt. Han war der südlichste und kleinste der Drei Jin. Wie auch das nördlicher gelegene Wei war Han von stärkeren, potentiellen Aggressoren umgeben (Qin im Westen und Chu im Süden) und band sich darum zunächst eng an Wei. Später übte es in wechselnden Allianzen die Funktion eines politischen Puffers zwischen diesen drei Mächten aus. Seinen Höhepunkt erreichte das Staatswesen von Han, als der Staat um 375 v. Chr. einen Großteil des Nachbarn Zheng annektierte und dort seine neue Hauptstadt errichtete.
Es handelte sich zunächst um ein Fürstentum, dessen Herrscher den Titel eines Hou trugen. Mit dem fortschreitenden Niedergang der offiziellen Herrscherdynastie der Zhou proklamierten sich die Fürsten von Han jedoch ab dem 3. Jahrhundert v. Chr. zu Königen (Wang).
Das Territorium von Han bildete die Passage vom Staat Qin zur Nordchinesischen Ebene. Dadurch war es ein primäres Ziel für die Militäroperationen von Qin. Han machte viele Versuche, sich durch Reformen zu stärken, besonders durch den Rechtsgelehrten Shen Buhai. Allerdings konnte Han den stärkeren Nachbarn Qin nie übertreffen und wurde als erstes der Streitenden Reiche von Qin erobert.
Die Qin-Invasion im Jahre 260 v. Chr. in der Shangdang-Kommandantur führte zu einer der verlustreichsten Schlachten dieser Zeit, der Schlacht von Changping.
Es besteht kein Zusammenhang zwischen dem Staat Hán und der späteren Hàn-Dynastie (漢朝).

## Herrscher von Han
| Postumer Titel        | Regierungszeit              |
| --------------------- | --------------------------- |
| Hóu Jing von Han      | 409 v. Chr. bis 395 v. Chr. |
| Hóu Lie von Han       | 394 v. Chr. bis 372 v. Chr. |
| Hóu Wen von Han       | 371 v. Chr. bis 369 v. Chr. |
| Hóu Ai von Han        | 368 v. Chr. bis 359 v. Chr. |
| Hóu Zhuang von Han    | 358 v. Chr. bis 333 v. Chr. |
| Hóu Zhao von Han      | 332 v. Chr. bis 326 v. Chr. |
| König Xuanhui von Han | 325 v. Chr. bis 312 v. Chr. |
| König Xiang von Han   | 311 v. Chr. bis 296 v. Chr. |
| König Xi von Han      | 295 v. Chr. bis 273 v. Chr. |
| König Huanhui von Han | 272 v. Chr. bis 239 v. Chr. |
| König An von Han      | 238 v. Chr. bis 230 v. Chr. |
| König Fei von Han     | (unbekannt)                 |